# El Señor Atado a la Columna (Gregorio Fernández)
El Señor atado a la columna es una de las obras maestras del escultor barroco español Gregorio Fernández, que la talló en 1619 para la Cofradía Penitencial de la Santa Vera Cruz de Valladolid. Constituye el mayor exponente de representación escultórica de Cristo atado a la columna por su perfección anatómica y serena expresión, sirviendo de modelo posterior a otras muchas del periodo Barroco a un nivel no superado.[cita requerida]
La imagen se encuentra en la Iglesia Penitencial de la Santa Vera Cruz de Valladolid, presidiendo un retablo en el lateral derecho del altar mayor. Actualmente es la imagen titular de la Hermandad Penitencial de Nuestro Padre Jesús Atado a la Columna, cofradía de la Semana Santa de Valladolid, a quien está cedida desde 1930 por el arzobispo Remigio Gandásegui.

## Historia
En 1619, Gregorio Fernández entrega a la Cofradía Penitencial de la Santa Vera Cruz un paso que representa el Azotamiento,  y que podía estar compuesto por hasta siete figuras. A mediados del siglo XVIII, se sabe que la figura de Cristo comenzó a desfilar en solitario, algo habitual y que ocurría con otros conjuntos, como el de La oración del huerto o La coronación de espinas, que, conformados por varias figuras, pasaron a desfilar sin los sayones para realzar la figura de Cristo. Se cree que el imaginero únicamente esculpió la figura principal, reservando a los oficiales de su taller los sayones, con lo que la calidad de éstos contrastaría con la belleza del Cristo. Además, otra explicación a que la talla desfilase en solitario pudo ser que la Cofradía de la Pasión tenía una escena del Azotamiento compuesta por cinco figuras realizadas hacia 1650 por Francisco Díaz de Tudanca y Antonio de Rivera, de la escuela de Gregorio Fernández, y que, aun siendo un notable conjunto (hoy propiedad del Museo Nacional de Escultura, con sede en Valladolid), su calidad es inferior a la maestría de la obra de Fernández, con lo que es probable que se prefiriera que desfilase en solitario la figura de Fernández y que la escena del Azotamiento se reservase para el otro conjunto.
La decadencia de la Semana Santa de Valladolid a lo largo del siglo XIX trajo consigo la desaparición de algunas cofradías y de la merma del número de cofrades en otras. Ello llevó a la Cofradía de la Vera Cruz a no poder sacar a la calle todo su patrimonio (ocho pasos). La recuperación de la Semana Santa por el arzobispo Remigio Gandásegui en los años veinte llevó a la creación de cofradías nuevas, encargadas de alumbrar el patrimonio histórico de las desaparecidas o que las ya existentes no podían alumbrar. De esta forma, en 1930, a la creada Hermandad Penitencial de Nuestro Padre Jesús Atado a la Columna procedente de las Congraciones Marianas de San Luis Gonzaga y San Stanislao de Kostka se le encomendó alumbrar este Cristo y el paso de El azotamiento del Señor, procedente de la Cofradía de la Sagrada Pasión de Cristo, ya mencionado.
El primer año en que la imagen volvió a salir en procesión, y ante la imposibilidad de encontrar los sayones que la acompañaban, se realizó una composición con varios sayones de Gregorio Fernández depositados en el Museo Nacional de Escultura. Al año siguiente, gracias a la catalogación que llevó a cabo Juan Agapito y Revilla, se descubrió que se trataba de sayones procedentes del paso Camino del Calvario, realizado por Gregorio Fernández hacia 1614. El paso mencionado fue reconstruido y procesionado por la Cofradía de Cristo Despojado, con lo cual la imagen volvió a procesionar en solitario, hasta hoy.
La propietaria de la talla sigue siendo la Cofradía Penitencial de la Santa Vera Cruz, si bien su titularidad devocional y su encargo de procesionaria está atribuida a perpetuidad por Decreto arzobispal desde 1930 a la ya mencionada Hermandad Penitencial de Nuestro Padre Jesús Atado a la Columna. La hermandad realiza los cultos a la imagen y la procesiona en la tarde del Lunes Santo en la Procesión del Rosario del Dolor y en la noche del Martes Santo, en cuya procesión titular, la de la Peregrinación de la Promesa, los cofrades hacen juramento de silencio. También procesiona con la citada hermandad en la Procesión General de Viernes Santo.
En 1998, con motivo del quinto centenario de la fundación de la Vera Cruz, esta solicitó alumbrar en su Procesión de Regla de la madrugada del Viernes Santo la totalidad de sus pasos (en total ocho), lo cual le fue concedido.

## Detalles de la imagen
La imagen destaca por la perfecta anatomía, a tamaño natural, por el realismo de sus heridas y llagas en la espalda (realizadas con corcho humedecido en barniz) y por el estilizado paño de pureza con pliegue al vuelo. La figura está apoyada en una semicolumna dórica de mármol de influencia italiana.

## Cómo desfila en procesión en la actualidad
La imagen desfila en una carroza de plata con tres niveles y cuatro voluminosas lámparas cerradas que fue realizada a principios de los años cuarenta y sustituyó a unas sencillas andas de madera. Tuvo la novedad de ser la primera carroza diseñada para ser guiada sin lanza, de forma que es empujada desde el interior sin necesidad de que sea guiada desde el exterior. Tan suntuosa carroza se completa con un adorno floral que es admirado en la Semana Santa de Valladolid por su elegancia y que suele marcar la estética floral de los desfiles de Pasión, en cuanto que la imagen sale el Lunes Santo y es de las primeras en estar preparada para su salida procesional.

## Procesiones

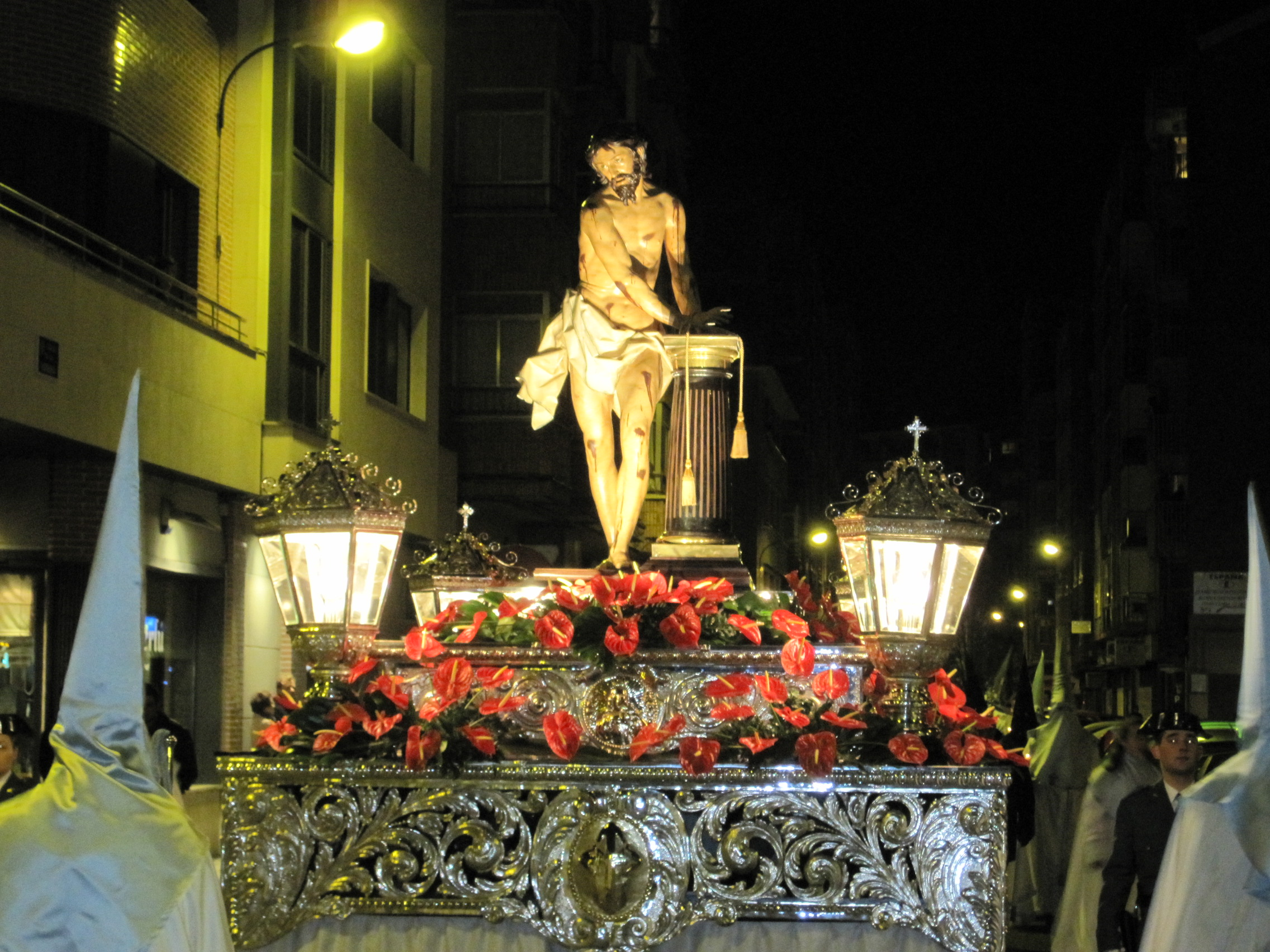
El Señor Atado a la Columna en la Procesión de la Peregrinación de la Promesa.

- En la tarde del Lunes Santo en la Procesión del Santísimo Rosario del Dolor, acompañado por la Hermandad Penitencial de Nuestro Padre Jesús atado a la Columna. Desfila en segundo lugar, representando el Segundo Misterio.

- En la noche del Martes Santo en la Procesión de la Peregrinación de la Promesa, en la que es llevado hasta el Santuario de la Gran Promesa por su cofradía titular, y en donde los cofrades hacen la promesa de guardar silencio durante la procesión del Viernes Santo.

- La madrugada de Jueves Santo en la Procesión de Regla de la Santa Vera Cruz, acompañado por al Cofradía Penitencial de la Santa Vera Cruz, ya que desde 1998 la cofradía se reserva el procesionar todo el patrimonio, aunque parte de él lo ceda a otras cofradías.

- La tarde de Viernes Santo en la Procesión General de la Sagrada Pasión del Redentor acompañado por su cofradía titular junto a los otros dos que posee la cofradía y que le preceden: Preparativos para la flagelación y El azotamiento del Señor.

## Leyenda
La tradición afirma que al terminar Gregorio Fernández de esculpir esta magnífica talla, cobró vida y 
le preguntó al escultor: ¿Dónde me miraste, que tan bien me retrataste?, a lo que Gregorio Fernández respondió: En mi corazón, Señor.[cita requerida]
- Datos: Q5823312